# ルキウス・アエミリウス・レギッルス
ルキウス・アエミリウス・レギッルスはローマ・シリア戦争時のプラエトルでありローマ海軍の提督を務めた人物である。
レギッルスはマルクス・アミリウス・レギッルスの男子として生まれたが、紀元前190年にエーゲ海でのローマ海軍の提督となるまでの経歴・軍歴については定かではない。この年にレギッルスはロドス島からの援軍に助けられ、カルタゴの将軍だったハンニバル・バルカが率いるセレウコス朝シリアの艦隊をエウリュメドン川の戦いで破り（ハンニバルにとっては人生最初で最後の海戦だった）、さらにミュオネッソスの戦いで再度シリア艦隊を撃破してエーゲ海におけるローマ・ロドスとさらにペルガモンの制海権を確保した。
翌紀元前189年にローマに帰還し、後にローマの勝利を感謝して神殿を建立した。